# Aldo Venturini
Aldo Venturini (Roma, 22 maggio 1922 – Roma, 25 maggio 2010) è stato un politico italiano.

## Biografia
Esponente storico e uno dei massimi dirigenti del PSI romano e laziale, è stato deputato della Repubblica per cinque legislature consecutive (restando in carica dal 1958 al 1979) e Sottosegretario di Stato per i trasporti e l'aviazione civile nel primo Governo Rumor e poi Sottosegretario per le poste e le telecomunicazioni nei governi Rumor e Colombo.
È morto il 25 maggio 2010, tre giorni dopo aver compiuto 88 anni.